# 이운산
이운산(본명 : 이현배)은 대한민국의 배우이다.

## 학력
- 중앙대학교 연극학과 학사

## 출연작

### 영화
- 《한산: 용의 출현》 (2022) - 이기남 역
- 《유체이탈자》 (2021년) - 지철호 역
- 《보이스》 (2021년) - 관리부장 역
- 《오늘, 우리》 (2019년) - 신랑 역
- 《광대들: 풍문조작단》 (2019년) - 신무문 관군 1 역
- 《극한직업》 (2019년) - 아파트 남자 역
- 《보안관》 (2017년) - 김 순경 역
- 《방 안의 코끼리》 (2016년) - 윤석 역
- 《비스티 보이즈》 (2008년)
- 《Mr. 로빈 꼬시기》 (2006년) - 바텐더 2 역

### 드라마
- 《아라문의 검》 (2023년, tvN) - 태마자 역
- 《보이스 4》 (2021년, tvN) - 비모지방경찰청 형사 역
- 《해치》 (2019년, SBS) - 의금부 경력 역
- 《최고의 이혼》 (2018년, KBS2) - 전 남자친구 역
- 《스위치 - 세상을 바꿔라》 (2018년, SBS) - 변호사 역
- 《써클: 이어진 두 세계》 (2017년, tvN) - 남간호사 역
- 《쌈 마이웨이》 (2017년, KBS2) - 군의관 역
- 《쓸쓸하고 찬란하神 - 도깨비》 (2016년, tvN) - 선황제 역
- 《안투라지》 (2016년, tvN) - 발렛직원 역
- 《굿 와이프》 (2016년, tvN) - 판사 역
- 《몬스터》 (2016년, MBC) - 박검사 역
- 《마을 - 아치아라의 비밀》 (2015년, SBS) - 교통경찰 역
- 《육룡이 나르샤》 (2015년, SBS) - 우왕 역
- 《대풍수》 (2012년, SBS) - 상중 역

### 연극
- 《죽음 혹은 아님》
- 《씨씨아이쥐케이》
- 《쯔루하시 세자매》
- 《빌려온 환상》
- 《어느 멋진 날》
- 《종로 갈매기》
- 《억울한 여자》
- 《환상동화》
- 《나뭇잎배》
- 《길》
- 《책갈피》
- 《태풍이 온다》
- 《움직이는 전시회》
- 《어른으로 분류되는 시기》